# Charinus pardillalensis
Espèce
Synonymes
- Charinides pardillalensis Gonzalez-Sponga, 1998

Charinus pardillalensis est une espèce d'amblypyges de la famille des Charinidae.

## Distribution
Cette espèce est endémique de l'État d'Aragua au Venezuela,. Elle se rencontre vers San Casimiro.

## Description
La carapace des femelles mesure de 1,87 à 1,88 mm de long sur de 2,00 à 2,22 mm.

## Systématique et taxinomie
Cette espèce a été décrite sous le protonyme Charinides pardillalensis par González-Sponga en 1998. Elle est placée dans le genre Charinus par Harvey en 2003.

## Étymologie
Son nom d'espèce, composé de pardillal et du suffixe latin -ensis, « qui vit dans, qui habite », lui a été donné en référence au lieu de sa découverte, Morro de Pardillal.

## Publication originale
- González-Sponga, 1998 : « Aracnidos de Venezuela. Dos nuevas especies del genero Charinides Gravely, 1911 (Amblypygi: Charontidae). » Acta Biologica Venezuelica, vol. 18, no 3, p. 1-8.